# Les Hauts de Hurlevent
 (octobre 2017).
Si vous disposez d'ouvrages ou d'articles de référence ou si vous connaissez des sites web de qualité traitant du thème abordé ici, merci de compléter l'article en donnant les références utiles à sa vérifiabilité et en les liant à la section « Notes et références ».
Wuthering Heights
Pour les articles homonymes, voir Les Hauts de Hurlevent (homonymie).
Les Hauts de Hurlevent (titre original en anglais : Wuthering Heights), parfois orthographié Les Hauts de Hurle-Vent, est l'unique roman de la femme de lettres anglaise Emily Brontë, publié pour la première fois en 1847 sous le pseudonyme d’Ellis Bell.
Il est cité par William Somerset Maugham en 1954, dans son essai Ten Novels and Their Authors (Dix romans et leurs auteurs), parmi les dix plus grands romans britanniques selon lui.
Récit à la fois insolite et atroce, Les Hauts de Hurlevent s'impose comme un roman aux personnages cruels (cruauté atteignant même parfois les plus gentils) et dans lequel la mort est obsédante. Loin d'être moralisateur, le récit s'achève néanmoins dans une atmosphère sereine, suggérant le triomphe de la paix et du Bien sur la vengeance et le Mal.

## Le roman

### La réception de l'oeuvre
Le roman choqua certains lecteurs de l’époque, notamment par le manque de respect pour les conventions morales, ainsi que par la noirceur de ses personnages et des situations. Il intrigue la critique qui, si elle n’est pas toujours hostile, n’en reste pas moins décontenancée par la violence de certaines scènes. Les ventes sont bonnes pour un premier roman. La réussite des Hauts de Hurlevent a fréquemment été sous-estimée en raison de l’éclatant succès de Jane Eyre, écrit par Charlotte Brontë, sœur d’Emily, et publié la même année.
Si les ventes sont bonnes, tant que l'on croit que c'est un homme qui a écrit ce livre dérangeant, il n'en va plus de même dès qu'on apprend que l'auteur est une femme, après la mort d'Emily. (Lucasta Miller, biographe, dans le documentaire de Mathilde Damoisel (Les films d'Ici & Arte France) "Les hauts de Hurlevent : amour, haine et vengeance" ).
Sans doute parce que les transgressions multiples qu'on pouvait accepter venant d'un homme écrivain sont bien plus dérangeantes lorsqu'elles émanent d'une femme qui est celle qui élève les enfants et tient le foyer, selon la vision de l'époque[réf. nécessaire].
De nos jours, le livre est reconnu comme l’un des plus grands classiques de la littérature du XIXe siècle, et il possède une place non négligeable dans la culture britannique et mondiale (adaptations cinématographiques, opéra, musique, etc.). On peut considérer ce roman comme l’un des derniers ouvrages majeurs du romantisme européen en littérature.

### Influences
La critique s’est souvent étonnée de ce que ce roman ait pu être écrit par une jeune femme vivant dans une quasi-réclusion. C’est oublier qu’aux dires de sa sœur Charlotte, Emily s’intéressait passionnément à la chronique villageoise, riche en histoires aussi cruelles et complexes que l’intrigue de son roman (qui, semble-t-il, aurait été inspirée par un drame familial dont Emily aurait eu connaissance alors qu’elle enseignait dans une école près de 
Halifax). Des recherches ultérieures ont montré qu’Emily Brontë connaissait les tragiques grecs, était bonne latiniste, et possédait une culture classique exceptionnelle chez une femme de l’époque. La famille Brontë lisait les revues et journaux de son temps, et il est tout à fait probable qu’Emily ait eu connaissance du débat sur l’évolution, même si les grandes thèses de Charles Darwin n’ont été rendues publiques que onze ans après sa mort. Ce débat avait été lancé dès 1844 par Robert Chambers et soulevait les questions de l’(in)existence de la providence divine, de la violence qui sous-tend l’univers et des relations entre les êtres vivants. On sait par sa poésie qu’Emily s’intéressait à ces sujets et était également intéressée par la question de la « force » et de la « faiblesse » d’une manière qui fait parfois songer à Nietzsche, et qui atteste qu’intellectuellement, elle rivalisait avec les penseurs de son époque.
Les sœurs Brontë passent leur enfance et font leur éducation dans un lieu reculé de l’Angleterre, les landes du Yorkshire. Alors qu’elles créent leur monde imaginaire, Gondal, qu’on retrouve dans plusieurs poèmes d’Emily Brontë, elles s’inspirent de ces fameuses landes qu’elles connaissent si bien pour définir leur paysage imaginaire. On retrouve notamment les falaises, les montagnes, les côtes rocheuses et effrayantes, les hautes herbes, les fougères et les bruyères. Mais également un temps orageux, souvent pluvieux.
L’autrice Emily Brontë ancre son récit dans cette même campagne anglaise. Les Hauts de Hurlevent dépeint une nature sauvage et dangereuse. Cette dangerosité relativement présente tient de l’isolement du lieu où se déroule le récit. Effectivement, ces landes sauvages, sans chemin, piègent ses personnages qui se retrouvent perdus dans cette large campagne, victime du temps et de la nuit qui tombe avant même qu’ils ne s’en rendent compte. Cette solitude perd les personnages, elle les rend fous et craintifs.
L’autrice partage un isolement qu’elle a pu ressentir durant son enfance et son adolescence. Une vie en marge de la société, éloignée du monde réel. À travers le personnage de Heathcliff, on peut percevoir les conséquences de cet isolement, l’aspect sauvage de cette nature indomptable se retrouve dans le caractère du jeune homme. À cette nature gothique, s’ajoute un personnage romantique par excellence, jaloux, colérique, capable d’un grand amour mais qui détruit tout sur son passage. Il renferme une rage profonde en son être qui est aussi puissante que le vent qui souffle sur les landes du Yorkshire.
En raison de cet éloignement avec la ville, Emily ne connaissait pratiquement rien de l'amour et ne serait jamais tombée amoureuse, cet éloignement l'empêchant de faire des rencontres. Ce serait plutôt sa situation familiale et les nombreux livres qu'elle aurait lus, ainsi que sa connaissance de l'actualité qui l'auraient inspirée pour l'écriture des Hauts de Hurle-Vent.

Le personnage de Heathcliff aurait, quant à lui, été inspiré de son frère Branwell Brontë. Ivrogne et opiomane, il aurait en effet terrorisé Emily et sa sœur Charlotte durant des crises de delirium tremens fréquentes l'ayant affecté quelques années avant sa mort. Dans une lettre qu'il aurait rédigée, Branwell disait : 

« Quant aux jeunes personnes, j'en ai une sous les yeux, maintenant, assise juste en face de moi, jolie, avec des yeux bleus et des cheveux sombres, une douce enfant de dix-huit ans. Elle ne se doute pas que le Diable est si près d'elle. »

Quoique Heathcliff n'ait pas de problèmes liés à l'alcool ou aux drogues, l'influence des crises de folie ou du caractère de Branwell sont indéniables quant à la construction du personnage. D'ailleurs, Hindley Earnshaw, alcoolique et souvent pris de crises de folies, doit lui aussi beaucoup à Branwell pour sa création.
Enfin, on retrouve des similarités, des thèmes récurrents et des traits distinctifs caractéristiques des personnages, entre son roman et ses poèmes. C’est par exemple le cas avec le personnage de Catherine, dont on retrouve des traits de personnalité à travers les personnages d’Augusta et Rosina notamment. De plus, le thème de l’infidélité comme les difficultés liées à la passion amoureuse des personnages se trouvent grandement présents dans les deux œuvres. Gondal a eu une grande importance dans la vie d’Emily Brontë et cela rejaillit sur son œuvre, les poèmes qu’elle a écrit pour ce royaume imaginaire préparant alors la matière littéraire des Hauts de Hurlevent.

### Techniques de narration
La plus grande partie du roman est constituée par le récit fait par la gouvernante Nelly Dean à Mr Lockwood, qui vient d'arriver dans le pays. Emily Brontë se sert audacieusement mais judicieusement du récit enchâssé pour narrer la majorité du récit. Elle emploie ce procédé à plusieurs reprises sans que cela provoque pour autant la confusion du lecteur. Ainsi, il n'est pas rare que Mr Lockwood, premier narrateur du récit, raconte l'histoire de Nelly, qui elle-même raconte l'histoire d'un autre personnage.

### Thèmes récurrents
Le mystère occupe une place centrale dans le roman. Il est tout d’abord construit sur le plan temporel. Emily Brontë met en place un processus pour faire adhérer le lecteur au mystère de son œuvre notamment à travers les secrets qui sont dévoilés et dissimulés dès l’incipit. Ainsi, le roman évoque dès le début une date, celle de 1801, puis de 1500, qui permettent un ancrage temporel qui reste pourtant assez vague et voué à créer une confusion chez le lecteur. Par ailleurs, Les Hauts de Hurlevent porte des marques de l'influence gothique et cela dès le titre, qui évoque les hurlements du vent et la falaise. Le décor participe ainsi à l’atmosphère de mystère, Emily Brontë décrit les landes couvertes de bruyère et éloignées de tout, c’est un paysage sauvage à l’image de ses personnages. Le personnage de Heathcliff, un des protagonistes, possède un caractère qu’on pourrait effectivement qualifier de « mystérieux ». Au début du roman, ce personnage, caractérisé par sa peau sombre, viendrait d’une famille bohémienne et aurait été recueilli par M. Earnshaw. Durant son enfance, il sera perçu comme un étranger, ses origines étant inconnues et souvent interrogées par les personnages, il sera alors pensé comme l’enfant illégitime de M. Earnshaw. En outre, le caractère énigmatique de ce personnage réside dans sa mort. Heathcliff meurt en refusant de s’alimenter. On a ici une forme de suicide qui ne sera pourtant jamais nommée comme telle. Mais cette idée de suicide peut être contestée étant donné que Heathcliff était en bonne forme physique avant son décès et du nombre trop peu important de jours de jeûne. D’ailleurs, le médecin légiste ne trouvera aucune explication à son décès, laissant alors le lecteur dans le mystère et le doute.

## Résumé
Une histoire d'amour et de vengeance dans un paysage sauvage de l'Angleterre : Mr Earnshaw, père d'Hindley et de Catherine, adopte Heathcliff qui tombe amoureux de Catherine tandis qu'une rivalité s'instaure entre lui et Hindley…
Ainsi commence le roman :

« - Je viens de rentrer après une visite à mon propriétaire, l’unique voisin dont j’aie à m’inquiéter. En vérité, ce pays-ci est merveilleux ! Je ne crois pas que j’eusse pu trouver, dans toute l’Angleterre, un endroit plus complètement à l’écart de l’agitation mondaine. »

Dans sa version originale :
« - I have just returned from a visit to my landlord - the solitary neighbour that I shall be troubled with. This is certainly a beautiful country! In all England, I do not believe that I could have fixed on a situation so completely removed from the stir of society. »

### Personnages
|                  |                  |                  |                  |                  |                  |                  |                  | Mrs Earnshaw     | Mrs Earnshaw     | Mrs Earnshaw     | Mrs Earnshaw     | Mrs Earnshaw     | Mrs Earnshaw     |  |  | Mr Earnshaw        | Mr Earnshaw        | Mr Earnshaw        | Mr Earnshaw        | Mr Earnshaw        | Mr Earnshaw        |              |              | Mrs Linton   | Mrs Linton   | Mrs Linton   | Mrs Linton   | Mrs Linton   | Mrs Linton   |  |  | Mr Linton       | Mr Linton       | Mr Linton       | Mr Linton       | Mr Linton                 | Mr Linton                 |                           |                           |                           |                           |            |            |            |            |  |  |
|                  |                  |                  |                  |                  |                  |                  |                  | Mrs Earnshaw     | Mrs Earnshaw     | Mrs Earnshaw     | Mrs Earnshaw     | Mrs Earnshaw     | Mrs Earnshaw     |  |  | Mr Earnshaw        | Mr Earnshaw        | Mr Earnshaw        | Mr Earnshaw        | Mr Earnshaw        | Mr Earnshaw        |              |              | Mrs Linton   | Mrs Linton   | Mrs Linton   | Mrs Linton   | Mrs Linton   | Mrs Linton   |  |  | Mr Linton       | Mr Linton       | Mr Linton       | Mr Linton       | Mr Linton                 | Mr Linton                 |                           |                           |                           |                           |            |            |            |            |  |  |
|                  |                  |                  |                  |                  |                  |                  |                  |                  |                  |                  |                  |                  |                  |  |  |                    |                    |                    |                    |                    |                    |              |              |              |              |              |              |              |              |  |  |                 |                 |                 |                 |                           |                           |                           |                           |                           |                           |            |            |            |            |  |  |
|                  |                  |                  |                  |                  |                  |                  |                  |                  |                  |                  |                  |                  |                  |  |  |                    |                    |                    |                    |                    |                    |              |              |              |              |              |              |              |              |  |  |                 |                 |                 |                 |                           |                           |                           |                           |                           |                           |            |            |            |            |  |  |
| Frances Earnshaw | Frances Earnshaw | Frances Earnshaw | Frances Earnshaw | Frances Earnshaw | Frances Earnshaw |                  |                  | Hindley Earnshaw | Hindley Earnshaw | Hindley Earnshaw | Hindley Earnshaw | Hindley Earnshaw | Hindley Earnshaw |  |  | Catherine Earnshaw | Catherine Earnshaw | Catherine Earnshaw | Catherine Earnshaw | Catherine Earnshaw | Catherine Earnshaw |              |              | Edgar Linton | Edgar Linton | Edgar Linton | Edgar Linton | Edgar Linton | Edgar Linton |  |  | Isabelle Linton | Isabelle Linton | Isabelle Linton | Isabelle Linton | Isabelle Linton           | Isabelle Linton           |                           |                           | Heathcliff                | Heathcliff                | Heathcliff | Heathcliff | Heathcliff | Heathcliff |  |  |
| Frances Earnshaw | Frances Earnshaw | Frances Earnshaw | Frances Earnshaw | Frances Earnshaw | Frances Earnshaw |                  |                  | Hindley Earnshaw | Hindley Earnshaw | Hindley Earnshaw | Hindley Earnshaw | Hindley Earnshaw | Hindley Earnshaw |  |  | Catherine Earnshaw | Catherine Earnshaw | Catherine Earnshaw | Catherine Earnshaw | Catherine Earnshaw | Catherine Earnshaw |              |              | Edgar Linton | Edgar Linton | Edgar Linton | Edgar Linton | Edgar Linton | Edgar Linton |  |  | Isabelle Linton | Isabelle Linton | Isabelle Linton | Isabelle Linton | Isabelle Linton           | Isabelle Linton           |                           |                           | Heathcliff                | Heathcliff                | Heathcliff | Heathcliff | Heathcliff | Heathcliff |  |  |
|                  |                  |                  |                  |                  |                  |                  |                  |                  |                  |                  |                  |                  |                  |  |  |                    |                    |                    |                    |                    |                    |              |              |              |              |              |              |              |              |  |  |                 |                 |                 |                 |                           |                           |                           |                           |                           |                           |            |            |            |            |  |  |
|                  |                  |                  |                  | Hareton Earnshaw | Hareton Earnshaw | Hareton Earnshaw | Hareton Earnshaw | Hareton Earnshaw | Hareton Earnshaw |                  |                  |                  |                  |  |  |                    |                    |                    |                    | Cathy Linton       | Cathy Linton       | Cathy Linton | Cathy Linton | Cathy Linton | Cathy Linton |              |              |              |              |  |  |                 |                 |                 |                 | Linton Heathcliff m. 1801 | Linton Heathcliff m. 1801 | Linton Heathcliff m. 1801 | Linton Heathcliff m. 1801 | Linton Heathcliff m. 1801 | Linton Heathcliff m. 1801 |            |            |            |            |  |  |
|                  |                  |                  |                  | Hareton Earnshaw | Hareton Earnshaw | Hareton Earnshaw | Hareton Earnshaw | Hareton Earnshaw | Hareton Earnshaw |                  |                  |                  |                  |  |  |                    |                    |                    |                    | Cathy Linton       | Cathy Linton       | Cathy Linton | Cathy Linton | Cathy Linton | Cathy Linton |              |              |              |              |  |  |                 |                 |                 |                 | Linton Heathcliff m. 1801 | Linton Heathcliff m. 1801 | Linton Heathcliff m. 1801 | Linton Heathcliff m. 1801 | Linton Heathcliff m. 1801 | Linton Heathcliff m. 1801 |            |            |            |            |  |  |

- Famille Earnshaw
  - Mr. (— 1775) et Mrs. Earnshaw (— printemps 1773) : l'apparition de Mrs Earnshaw est rapide et peu significative dans le roman. Mr. Earnshaw, quant à lui, a longtemps été un père aimant pour ses deux enfants biologiques Hindley et Catherine, et pour son fils adoptif Heathcliff.
  - Heathcliff (vers 1764 — avril 1802) : personnage principal, autour duquel les autres tournent. D'abord Mr. Earnshaw (dont il pourrait être un bâtard) qui le ramène de Liverpool vers l'âge de sept ans et le gâte. Ensuite Catherine, avec laquelle il developpe une relation amoureuse qui dégénère lorsqu'elle en épouse un autre. Et Hindley, qui maltraite Heathcliff. Enfin Hareton, sur qui Heathcliff se venge à son tour d'Hindley et de Catherine. Heathcliff (à la fois son prénom et son nom, signifiant littérallement "falaise de la lande") a des origines aussi obscures que son teint de peau et son âme. Personnage évolutif, il finira par ressembler à Hindley, en ne sortant guère de chez lui et en noyant, seul, son désespoir dans l'alcool.
    - Linton Heathcliff (septembre 1784 — septembre 1801) : fils de Heathcliff et d'Isabelle Linton, de nature maladive.

  - Hindley (été 1757 — 1784) : fils Earnshaw, adolescent lorsque Heathcliff est introduit dans la famille, il le déteste et le maltraite. Après le décès de son épouse il sombre dans le jeu et l'alcool et ruine sa famille (au profit de Heathcliff)
    - Hareton (juin 1778 —) : fils de Hindley et Frances, laquelle meurt peu après sa naissance. Il est vite délaissé par son père (qui au surplus meurt quelques années après) et élevé par Nelly, puis pris en charge par Heathcliff qui poursuivra sa vengeance en en faisant son domestique surexploité et ignorant, cependant sans susciter sa haine. Hareton pleurera la mort de Heathcliff.

  - Catherine Earnshaw (été 1765 — 20 mars 1784) : une des protagonistes du roman. Elle tombe amoureuse d’Heathcliff après avoir passé son enfance à ses côtés, mais épouse finalement un riche héritier : Edgar Linton. Sa relation tourmentée avec Heathcliff va la conduire à la folie[15].
- Famille Linton
  - Mr. (— 1780) et Mrs. Linton (— 1780)
  - Edgar Linton (1762 — août 1801) : mari de Catherine Earnshaw, il est riche, poli, raffiné et (trop) calme. Son tempérament et son respect des conventions, induit par une éducation de gentleman, l'empêcheront de s'imposer en tant que maître des lieux face à sa propre épouse et à Heathcliff. Il vivra néanmoins assez longtemps pour élever sa fille : 
    - Catherine Linton, dite « Catherine Junior » ou Cathy (20 mars 1784 -) : aussi impulsive et libre d'esprit que sa mère, dont elle a les yeux, elle n'a cependant pas son caractère capricieux (peut être grâce à son éducation) ni sa tendance à la folie. Au terme de la narration elle est la seule encore vivante des Linton du récit.

  - Isabelle Linton (fin 1765 — 1797) : à l'opposé physique et psychologique de Catherine Earnshaw, elle est principalement une femme d'intérieur, superficielle et frivole. Elle épouse Heathcliff malgré les avertissements de son propre frère et de sa belle-sœur. D'abord soumise et enfermée dans le piège de Heathcliff, elle aura néanmoins le courage ensuite de s'échapper à Londres et d'élever seule leur enfant, rejetée par sa famille.
- Autres
  - Mr. Lockwood : le premier narrateur. Londonien cherchant à fuir le monde effréné de la capitale, il loue quelque temps Thrushcross Grange à Heathcliff. S'intéressant à l'histoire des Earnshaw et des Linton, il trouve une personne pour lui raconter cette histoire :
  - Nelly Dean : elle devient la narratrice principale en racontant à Lockwood les événements, qu'elle a observés et auxquels elle a participé, étant au service des Earnshaw (depuis son plus jeune âge aux côtés de sa mère) puis des Linton.
  - Joseph : bigot moraliste détestable et détestant les autres, il travaille à la ferme depuis des décennies, s'exprimant avec un fort accent régional.
  - Frances (— juin 1778) : d'extraction modeste, elle épouse Hindley mais décède peu après avoir donné naissance à leur fils.
  - Mr. Green : notaire corrompu de Heathcliff, il l'aidera à accumuler sa fortune.
  - Dr. Kenneth : médecin du village de Gimmerton
  - Zillah : servante de Heathcliff dans la deuxième partie de l'histoire, elle sert brièvement d'informatrice pour Nelly lorsque celle-ci ne peut se rendre à Hurlevent, ajoutant ainsi une troisième dimension à la mise en abîme.

### Volume 1 (chapitres 1 à 17)
Mr Earnshaw, père de famille, a deux enfants : un fils, Hindley, et une fille, Catherine. Parti en voyage à Liverpool pendant trois jours, le vieil Earnshaw revient avec sous son manteau un petit bohémien errant d'environ 7 ans, Heathcliff. 
Hindley et lui entrent rapidement en conflit et à la mort du père, Hindley devient le maître de maison. Heathcliff est alors relégué au rang de domestique et traité plus durement que jamais. La petite Catherine et lui se découvrent de tendres sentiments qui n'auront de cesse de s'approfondir au fil de leur adolescence. Rêvant tous deux d'un avenir plus glorieux que leurs vies respectives, les deux enfants s’échappent fréquemment dans la lande, où ils laissent libre cours à leur attachement.
Durant cette même période, Hindley, parti à Londres faire des études, revient au pays, marié à Frances. Malheureusement, son épouse meurt trois mois après la naissance de leur unique enfant, Hareton. Hindley, fou de chagrin, sombre peu à peu dans l'alcoolisme et se met à entretenir une haine cruelle envers le monde entier. 
Catherine, devenue jolie jeune femme, se résout quelques années plus tard à épouser le plus riche héritier du pays, Edgar Linton et à le rejoindre à Thrushcross Grange. Elle est d'autre part persuadée qu'une amitié fraternelle pourra se créer entre lui et Heathcliff afin de soustraire ce dernier à la haine grandissante de Hindley. Toutefois, interrogée par sa gouvernante, Nelly Dean - la conteuse de l'histoire - elle avoue ne pas savoir réellement la raison pour laquelle elle a accepté la demande d'Edgar au lieu d'être restée fidèle à ses amis et vœux d'enfant. Elle confesse alors que Hindley, en privant Heathcliff d'éducation depuis qu'il a succédé à leur père en tant que maître de Hurlevent, l'a avili et que ce serait se dégrader elle-même que de l'épouser. S'ensuit alors une tirade passionnée de la jeune femme expliquant l'amour inconditionnel qu'elle ressent néanmoins pour le bohémien, marquée par la phrase : "De quoi que soient faites nos âmes, la sienne et la mienne sont pareilles !"
Mais Heathcliff, qui par hasard entend la première partie de la confession de Catherine, décide de s'enfuir, humilié, blessé par la seule personne qui comptait pour lui - sans avoir jamais entendu la déclaration qui suivait l'insulte. Son départ provoque chez Catherine un immense chagrin ; elle passe la nuit dehors à le chercher. Les conditions météorologiques catastrophiques et si caractéristiques des Hauts font qu'elle attrape une mauvaise fièvre et quoiqu'y survivant, Catherine ne sera plus jamais la même après cet épisode.
Peu après le mariage de Catherine et Edgar Linton, Heathcliff réapparaît et requiert l'hospitalité de la maison de son enfance. Il ruine Hindley au jeu — ivrogne, veuf, négligent avec son fils — et entre alors en possession des Hauts de Hurlevent. 
Catherine et Heathcliff passent du temps ensemble, en souvenir des temps anciens. Mais, depuis son retour, les confrontations sont fréquentes entre le jeune époux et lui, du fait de la différence de leur nature et de l'amour les unissant tous deux à la même femme. Isabelle Linton, la sœur d'Edgar, tombe futilement amoureuse de Heathcliff. Catherine le lui annonce mais il ne réagit pas, faisant preuve d'une indifférence totale à l'égard de Miss Linton. Depuis le départ de Heathcliff, le caractère de Catherine s'est transformé, la rendant davantage sujette aux sautes d'humeurs et crises de nerfs. L'une d'entre elles, plus violente que les autres, aggrave l'état de santé de Catherine.
Heathcliff, désespéré, se venge diaboliquement d’Edgar et de Hindley. Il enlève Isabelle, profitant de l'amour qu'elle lui porte, pour l’épouser et la maltraiter avec cruauté.
Un soir Heathcliff, à qui l'accès de Thrushcross Grange a été interdit, parvient à rencontrer Catherine, agonisante. Tous deux s’avouent alors leurs sentiments à force de pleurs et de complaintes. Quelques heures plus tard, Catherine meurt après avoir donné naissance à la fille d'Edgar, prénommée Cathy.
Toujours sous l'emprise de Heathcliff, Isabelle parvient à s’enfuir. De son union avec lui naît un fils, Linton Heathcliff - jeune garçon craintif et faible.

### Volume 2 (chapitres 18 à 34)
Douze années passent ; Edgar meurt, laissant sa fille Cathy pour seule héritière de ses souvenirs et de sa fortune. 
Heathcliff - toujours motivé par sa soif de revanche - fait alors en sorte que la jeune femme tombe amoureuse du petit Linton, son cousin. Malgré les mises en garde de Nelly, il parvient à l'attirer aux Hauts de Hurlevent, à la retenir prisonnière, de la même manière dont il a procédé avec la tante de Cathy, Isabelle, et à forcer les deux jeunes gens à se marier. 
Linton se révèle par la suite être aussi faible et maladif qu'odieux et manipulable. Son apparition reste tout de même brève : il meurt peu de temps après le mariage, trop tard pour la jeune Cathy dont Heathcliff s’est d'ores et déjà approprié les biens. Il met alors Thrushcross Grange en location et la jeune femme reste vivre à Hurlevent en compagnie de Heathcliff et Hareton - Hindley étant mort de cause inconnue quelques années plus tôt.
Après quelque temps de tensions et d'animosité non dissimulée entre la jeune Catherine et son cousin Hareton, une relation amoureuse se développe bien que Heathcliff, dans son insatiable but d'humilier Hindley, ait élevé celui-ci de manière à en faire un rustre de bas étage. Il ne lui apprend ni à lire, ni à écrire et le fait travailler comme serf sur le domaine ancestral. D'autre part, le fait que les deux cousins ressemblent fortement à sa Catherine rend Heathcliff incapable d'achever sa vengeance et le fait sombrer dans une dépression dont il ne sortira jamais. Il se met à agir de plus en plus étrangement, s’enferme dans sa chambre, refuse de s’alimenter et finit par mourir.
En 1802, Hareton et Cathy sont sur le point de se marier. Survient un garçonnet terrorisé qui affirme avoir vu Heathcliff et une mystérieuse et magnifique femme sur la lande. Le roman plus que tumultueux se clôt sur l’image paisible des trois sépultures de Catherine, Edgar et Heathcliff.

## Éditions en français

### Éditions parues en France
En France, le titre du roman d'Emily Brontë a connu une grande variété de traductions, car son titre désormais canonique de Les Hauts de Hurlevent est interdit de réemploi par les héritiers de Frédéric Delebecque :
- 1892 : Un amant, traduit par Théodore de Wyzewa[17] (la première édition en France) lire en ligne sur Gallica
- 1925 : Les Hauts de Hurle-vent, traduit par Frédéric Delebecque[18].
- 1934 : Les Hauts des Quatre-Vents, traduit par M. Drover[19]
- 1937 : Haute-Plainte, traduit par Jacques et Yolande de Lacretelle[20]
- 1942 : La Maison des vents maudits, traduit par Elisabeth Bonville[21]
- 1948 : La Maison maudite, traduit par Mary Turner[22]
- 1948 : Wuthering Heights, traduit par Henri Picard, illustré par Jacques Camus, Éditions du Panthéon
- 1949 : Les Hauteurs tourmentées, traduit par Georges-Michel Bovay (réimpression 1995)[23]
- 1950 : Les Hauts des tempêtes, traduit par Louise Servicen[24]
- 1951 : Heurtebise, traduit par Martine F. Monod et Nicole Ph. Soupault[25]
- 1951 : Le Château des tempêtes, traduit par Jacques Marcireau[26]
- 1963 : Âpre mont, âpre vent, traduit par Louise Servicen[27]
- 1963 : Hurlemont, traduit par Sylvère Monod[28]
- 1964 : Wuthering Heights, traduit par Henriette Guex-Rolle, Lausanne, Ed. Rencontre
- 1972 : Wuthering Heights, traduit par Pierre Leyris, Paris, J.-J. Pauvert
- 1984 : Hurlevent des monts, traduit par Pierre Leyris, préfacé par Diane de Margerie[29]
- 1991 : Hurlevent, traduit par Jacques et Yolande de Lacretelle[30] ; édition par Raymond Bellour, coll. « Folio » (no 2215)
- 2002 : Wuthering Heights, traduit par Dominique Jean, coll. « Bibliothèque de la Pléiade »[31]
- 2015 : Hurlevent, traduit par Jacques et Yolande de Lacretelle, préfacé par Patti Smith, Edition Raymond Bellour, coll. « Folio classique » (no 4177)[32]
- 2024 : Les Hauts de Hurtebise, traduit par Patrick Reumaux, Paris, Les Belles Lettres, 480 p.  (ISBN 978-2-251-45535-8)

### Éditions parues en Belgique
- 1950 : Les Hauteurs battues des vents, traduit par Gaston Baccara (Belgique)[33]
- 1959 : Le Domaine des tempêtes, traduit par Gaston Baccara (Belgique)[34]

### Édition parue en Suisse
- 1949 : Les Hauteurs tourmentées, traduit par G.-M. Bovay (Suisse)[35]

## Adaptations

### Cinéma
- 1920 : Les Hauts de Hurlevent (Wuthering Heights) de Albert Victor Bramble (film muet)
- 1939 : Les Hauts de Hurlevent (Wuthering Heights) de William Wyler Adapté par les scénaristes vedettes Ben Hecht et Charles MacArthur; le film, qui offre aux yeux de certains une vision trop édulcorée du roman, est interprété par Laurence Olivier (Heathcliff), Merle Oberon (Cathie), David Niven (Edgar Linton) et Geraldine Fitzgerald (Isabella). Il reçoit huit nominations aux Oscars dont celle du meilleur film. Il remporte le trophée de la meilleure photographie noir et blanc remis à l’opérateur Gregg Toland.
- 1954 : Les Hauts de Hurlevent (Abismos de pasión) de Luis Buñuel Transposition du récit d’Emily Brontë dans un contexte hispanique.
- 1964 : Les Hauts de Hurlevent, série téléfilm de Jean-Paul Carrère
- 1970 : Les Hauts de Hurlevent (Wuthering Heights) de Robert Fuest
- 1986 : Hurlevent de Jacques Rivette L'action du livre est transposée en Haute-Provence pendant les années 1930 dans cette adaptation libre dont la sortie fut confidentielle.
- 1988 : Les Hauts de Hurlevent (Arashi ga oka) de Yoshishige Yoshida
- 1992 : Les Hauts de Hurlevent (Wuthering Heights) de Peter Kosminsky, avec Ralph Fiennes et Juliette Binoche
- 1998 : Les Hauts de Hurlevent (Wuthering Heights) de David Skynner (téléfilm)
- 2003 : Wuthering Heights de Suri Krishnamma (téléfilm)
- 2009 : Les Hauts de Hurlevent (Wuthering Heights) de Coky Giedroyc
- 2011 : Les Hauts de Hurlevent (Wuthering Heights) de Andrea Arnold
- 2015 : Wuthering High School d'Anthony DiBlasi. Adaptation moderne déplaçant l'intrigue au XXIe siècle.

Assez souvent, ces films (celui de William Wyler, par exemple), ne couvrent pas les quarante années de l’histoire, mais traitent uniquement de la première génération de personnages.

#### Films citant le roman
- L'Île de la terreur (1966) de Terence Fisher : le roman est cité par le docteur Brian Stanley interprété par Peter Cushing lors de son arrivée à la propriété du docteur Lawrence Phillips.
- Les Sœurs Brontë (1979) d'André Téchiné.
- Les Bons Débarras (1980), scénarisé par l’écrivain québécois Réjean Ducharme, montre, du début à la fin du long-métrage, le personnage principal du film plongé dans la lecture des Hauts de Hurlevent, montrant ainsi les deux histoires qui se déroulent en parallèle.
- Deux Filles d'aujourd'hui (Career Girls) (1997) de Mike Leigh : les deux personnages principaux interrogent le livre d’Emily Brontë pour prédire l’avenir.
- La Disparue (1993) de George Sluizer : dans une scène du début du film une petite fille dit qu'elle lit le livre Hauts de Hurlevent.
- Diabolique séduction (1993) d'Alan Shapiro : Adrian, adolescente de quatorze ans, possède une affiche de Wuthering Heights de 1939 dans sa chambre. Dans la scène du Grenier entre elle et Nick elle évoque le roman qu’elle lui aurait prêté et lui demande s'il a aimé le lire.
- Retour à Cold Mountain (2003) d'Anthony Minghella, tiré du roman de Charles Frazier : une scène voit le personnage joué par Nicole Kidman lire Wuthering Heights à celui joué par Renée Zellweger, illettrée.
- Le Cercle littéraire de Guernesey (2018) de Mike Newell, tiré du roman de Mary Ann Shaffer et Annie Barrows, Le Cercle littéraire des amateurs d’épluchures de patates (2008) : dans une scène, les personnages d'Isola Pribby et de Juliette Ashton, passionnées de littérature et plus particulièrement des romans des sœurs Brontë, discutent des relations tumultueuses entre Catherine et Heathcliff. Isola déclare même attendre l'arrivée de son Heathcliff.
- After : Chapitre 1 (2019) de Jenny Gage, tiré du roman d'Anna Todd : l'histoire de Catherine et Heathcliff est citée à plusieurs reprises, le roman étant le préféré des protagonistes du film.
- Emily (2022) de Frances O'Connor avec Emma Mackey dans le rôle titre, retrace la vie d' Emily Brontë.
- Evil Dead Rise (2023) de Lee Cronin : dans la séquence d'introduction, Teresa lit en silence le roman, au chevet de Jessica, sa cousine malade et alitée. Les événements tournent à l'étrange lorsque Jessica va citer d'une voix démoniaque le passage particulièrement terrifiant que Teresa a sous les yeux.

#### Séries citant le roman
- Malcolm in the middle (2004) : lors de la saison 5 épisode 12, Malcolm écrit une rédaction sur le roman et Loïs évoque les personnages d'Heathcliff, Catherine et Edgar.
- Mentalist (2008) : lors du dix-neuvième épisode de la deuxième saison, le personnage de Kimball Cho lit et cite le roman.
- The Vampire Diaries (2009) : lors du deuxième épisode de la première saison, Stefan Salvatore prête le roman à Elena Gilbert.
- You (2018) : au cours de la première saison, le roman est cité plusieurs fois et l'un des acteurs lit le roman.
- Derry Girls (2022) : lors du deuxième épisode de la troisième saison, le personnage de Mary lit et parle du roman.
- We Were Liars (2025) : œuvre citée à plusieurs reprises, en laissant sous-entendre différents thèmes comme la vengeance, la menace et le racisme.

### Théâtre
- Jo Clifford, Wuthering Heights, 1995.

### Opéra
Plusieurs compositeurs se sont basés sur Les Hauts de Hurlevent pour écrire des opéras :
- Carlisle Floyd, Wuthering Heights, 1958 ;
- Bernard Herrmann, Wuthering Heigths, 1966.

### Ballet
- Marcel Landowski a composé la musique d'un ballet chorégraphié par Roland Petit sur un argument d'Edmonde Charles-Roux édité en 1982 par La voix de son maître 2C 069-73140.
- Le Ballet de l'Opéra national de Paris a créé le 26 février 2002 un ballet, Hurlevent, sur une musique de Philippe Hersant, dans une chorégraphie de Kader Belarbi. L'œuvre a été également présentée en 2005 et 2007, sous le titre anglais Wuthering heights, pour des raisons de droit.

### Musique
- Michel Legrand a composé la musique du film de 1970, en particulier le thème I Was Born In Love With You.
- Dave a interprété en 1976 une chanson intitulée Hurlevent.
- Le groupe Genesis s’est inspiré de ce roman pour un de leurs albums, Wind and Wuthering (1977).
- Kate Bush a écrit et interprété une chanson inspirée du roman, Wuthering Heights. Pat Benatar en a réalisé une reprise, ainsi que Neil Hannon, Hayley Westenra et Angra (sur l'album Angels Cry en 1993).

### Bande dessinée
- Hurlevent, bande dessinée adaptée du roman, du scénariste Yves Leclercq et du dessinateur Jérôme Deleers. Éditeur Casterman, 2006
- Les Hauts de Hurlevent d'Emily Brontë, en 2 tomes, du scénariste Yann Le Pennetier et de la dessinatrice Édith Grattery. Éditeur Delcourt (coll. Ex-Libris), 2009

### Internet
- W.H. Academy : une web-série sortie en 2015, replaçant l'histoire à la fac, au XXIe siècle.

### Radio
- Les Hauts de Hurlevent : un feuilleton radiophonique diffusé sur France Culture en 2022[36].

### Jeu Vidéo
- Dans le jeu Limbus Company, Heathcliff est un personnage jouable armé d'une batte de baseball sur laquelle est inscrit le mot "Revenge". Un chapitre entier du jeu fait référence au roman, on y retrouve les personnages principaux tels que Catherine, Hindley, Edgar et Nelly.

## Réécritures
La Migration des cœurs, roman de l'écrivaine guadeloupéenne Maryse Condé publié en 1995 aux éditions Robert Laffont, est une réécriture en langue française des Hauts de Hurlevent,. Le roman d'Emily Brontë ayant été une des lectures favorites de l'adolescence de la romancière, qui l'a reçu en récompense à l'école à l'âge de 14 ans pour ses qualités d'écriture, celle-ci a rêvé pendant des années de transposer l'histoire des landes du comté d'York en Guadeloupe avec des personnages créoles avant d'oser réécrire ce chef-d'œuvre de la littérature britannique à sa manière. Maryse Condé considère elle-même cette réécriture comme s'inscrivant dans une lignée de réécritures caribéennes de classiques européens, dont ferait partie le roman La Prisonnière des Sargasses de Jean Rhys, inspiré de Jane Eyre de Charlotte Bontë, et qu'elle nomme avec ironie le « cannibalisme littéraire des Caraïbes ».
Année ou Le livre d’Émilie, roman de l’écrivaine québécoise Manon Louisa Auger publié en 2019 chez Leméac éditeur est également ouvertement inspiré de la vie, de la poésie et de l’unique roman d’Emily Brontë. Récit d’apprentissage au féminin teinté d’accents gothiques, ce roman réinvente l’univers tourmenté de l’écrivaine anglaise pour le transposer dans un territoire canadien, à mi-chemin entre le réel et l’imaginaire.

## Source
- Bibliothèque nationale de France (pour les éditions en français)